# Lindia elsae
Lindia elsae är en hjuldjursart som beskrevs av De Smet 2006. Lindia elsae ingår i släktet Lindia och familjen Lindiidae. Inga underarter finns listade i Catalogue of Life.